# 1969-es magyar férfi vízilabda-bajnokság (első osztály)
Az 1969-es magyar férfi vízilabda-bajnokság a hatvanharmadik magyar vízilabda-bajnokság volt. A bajnokságban tíz csapat indult el, a csapatok két kört játszottak.

## Tabella
| #   | Csapat          | M  | Gy | D | V  | G+  | G-  | P  |
| --- | --------------- | -- | -- | - | -- | --- | --- | -- |
| 1.  | OSC             | 18 | 13 | 5 | 0  | 100 | 56  | 31 |
| 2.  | Ferencvárosi TC | 18 | 13 | 2 | 3  | 110 | 76  | 28 |
| 3.  | Egri Dózsa      | 18 | 10 | 5 | 3  | 95  | 75  | 25 |
| 4.  | Szolnoki Dózsa  | 18 | 11 | 2 | 5  | 92  | 80  | 24 |
| 5.  | Bp. Honvéd      | 18 | 8  | 3 | 7  | 82  | 81  | 19 |
| 6.  | Újpesti Dózsa   | 18 | 6  | 5 | 7  | 65  | 62  | 17 |
| 7.  | Vasas SC        | 18 | 5  | 3 | 10 | 79  | 87  | 13 |
| 8.  | BVSC            | 18 | 4  | 4 | 10 | 70  | 82  | 12 |
| 9.  | Bp. Spartacus   | 18 | 4  | 3 | 11 | 79  | 95  | 11 |
| 10. | MTK             | 18 | 0  | 0 | 18 | 61  | 139 | 0  |

* M: Mérkőzés Gy: Győzelem D: Döntetlen V: Vereség G+: Dobott gól G-: Kapott gól P: Pont

## A góllövőlista élmezőnye
| Hely | Gól | Játékos        | Csapat         |
| ---- | --- | -------------- | -------------- |
| 1.   | 43  | Felkai László  | Ferencváros    |
| 2.   | 34  | Martin György  | Ferencváros    |
|      | 34  | Pócsik Dénes   | Egri Dózsa     |
| 4.   | 32  | Konrád Ferenc  | OSC            |
| 5.   | 29  | Brindza István | Bp. Spartacus  |
| 6.   | 28  | Tóth Gyula     | Bp. Honvéd     |
| 7.   | 27  | Szabó János    | Szolnoki Dózsa |
| 8.   | 25  | Konrád Sándor  | OSC            |
| 9.   | 24  | Tuba József    | MTK            |
| 10.  | 23  | Rusorán Péter  | Vasas          |